# Antonín Dvořák
Antonín Leopold Dvořák (Nelahozeves, 8. rujna 1841. – Prag, 1. svibnja 1904.) bio je češki skladatelj.

## Životopis

### Od usta do uha
Antonín Dvořák rođen je 8. rujna 1841. godine sjeverno od Praga u malenom mjestu imenom Nelahozeves. Dvořák je bio najstariji sin od četrnaestero djece, od kojih je osam preživjelo dojenačku dob. Njegov otac František Dvořák (1814–1894) ima dva zanimanja: on je istodobno i ugostitelj i mesar u Nelahozevesu, a profesionalno je svirao citru. Majka mu je bila Anna, rođena Zdeňková (1820–1882), a bila je kćerka Josef Zdeněk, skrbnika Princa Lobkowitza.
Malog Antonína Dvořáka vrlo rano uvode u svijet glazbe te on ubrzo pokazuje istinsku nadarenost koja impresionira njegove prve učitelje. U rodnom gradu u osnovnoj školi 1847. godine počeo je učiti svirati violinu, tada popularno glazbalo u području Bohemije, kod učitelja Josefa Spitza. Uskoro postaje član gradskog orkestra koji svake nedjelje prati bogoslužja u malenoj crkvi u Nelahozevesu. No František Dvořák opsjednut je samo jednim: da njegov prvorođeni sin preuzme obiteljski posao mesara. Niti na jedan trenutak ne pomišlja na razvijanje nesumljivoga glazbenoga dara mladoga Antonína. Godine 1853. šalje svojega sina u susjedni grad Zlonice, kod ujaka Antonín Zdenĕk, da ondje živi, uči njemački jezik, koji je u ono doba prijeko potreban svakom trgovcu, te da postane mesar. I kad je Antonín Dvořák mudro i s tugom poslušao svojeg oca, sudbina je pokucala na njegova vrata.
Zapravo, njegov profesor njemačkog Anton Liehmann isto je tako stravstven glazbenik. Primijetivši glazbene sklonosti svojega učenika, predlaže mu da se pridruži njegovu amaterskom orkestru koji svakoga vikenda svira na brojnim pučkim zabavama. Uz učenje njemačkog jezika, uči i glazbenu teoriju, te sviranje orgulja i violine. Anton Liehmann i Antonín Dvořák isto tako redovito sviraju zajedno, učitelj njemačkog na orguljama, a učenik na violini. Nakon godine dana František Dvořák duboko je razočaran napretkom svojega sina u učenju njemačkog jezika. On, međutim, ništa ne zna o glazbenom buđenju Antonína Dvořáka. Stoga odlučuje poslati sina nešto dalje, u pogranični grad Česká Kamenice. Niti ondje providnost ne popušta ovoga mladića. Njegov novi profesor njemačkog, Franz Hanke, iskusni je ljubitelj glazbe koji će primijetiti darovitosti svojega učenika, doduše ne za jezike, nego za glazbu. Kad se 1856. godine, dakle u svojoj petnaestoj godini, Antonín Dvořák vratio se u rodni Nelahozeves, nije mogao odbiti pomagati svojem ocu u obiteljskoj mesnici.
Tijekom dvije duge godine skladatelj guta svoj jad nikad ne prestajući sanjati o tome da živi samo s glazbom. Redovito, u svoje slobodne dane, odlazi u Zlonice kod svojega nekadašnjega profesora njemačkog Antona Liehmanna kako bi svirao violinu.
Taj profesor ikonoklast uspjet će, ne bez muke, uvjeriti oca Antonína Dvořáka da pusti sina u Prag, kako bi ondje okušao sreću kao glazbenik, ali pod uvjetom da postane orguljaš.

### Prag, grad glazbe
Krajem 1857. godine Antonín Dvořák upisuje se u orguljašku školu u Pragu, orgulje uči kod Josefa Foerstera, pjevanje kod Josefa Zvonařa, a teoriju Františeka Blažeka. Također uzima i dodatne lekcije iz njemačkoj jezika, nastupao kao dodatni glazbenik svirajući violinu s brojnim glazbenim skupinama i orkestrima. Svjedodžbu stječe bez ikakvih teškoća 1859. godine. Godine 1859. počinje svirati kao violist u orkestru Karela Komzáka koji je nastupao po restoranovima i balovima, a od 1862. godine Jan Nepomuk Maýr angažira orkestar na tri koncerta na tjedan u Prozatimnom divadlu (Narodnom kazalištu) u Pragu. Ovo je bila dvostruka prigoda za Antonína Dvořáka. Ne samo da se tako mogao upoznati sa sve širim repertoarom nego se ondje možda mogao odigrati i neki susret koji će biti odlučujući za njegovu budućnost. Uistinu, godine 1866. dolazi u praško Narodno kazalište novi direktor, Bedřich Smetana, na mjesto Jana Nepomuka Maýra. On će snažno utjecati na opus Antonína Dvořáka.
Još u vrijeme pobune češkoga naroda protiv dominacije Habsburgovaca, što se odigrala u Pragu 1848. godine, skladatelj "Vltave" staje na čelo pobunjenika koji traže stvaranje i priznavanje češkoga nacionalnog identiteta. Njegovo prvo objavljeno djelo je opera "Kralj i njegova sluga" prema češkom libretu. U razdoblju od 1871. do 1873. godine pisao je Liedere, komornu glazbu i himnu "Nasljednici bijele planine".

### Prva zrela djela
Godine 1878. napisao je 8 slavenskih plesova, koji se smatraju vrhunskim djelom (2 furianta, jugoslavenski ples, polka, 2 sousedske i 2 skocne), a godinu dana kasnije je napisao poznati "Koncert za violinu i orkestar u a-molu". U ovim se djelima može prepoznati skladateljeva zrelost.

### Dvořák i London
Godine 1884. je gostovao na više putovanja u Londonu, gdje je izveo "Stabat Mater" (ili "Stala majka prepuna bola"). Kao narudžbe Birminghama su nastali poznati oratoriji: "Duh mlade" i "Sveta Ludmila" (1. veliki oratorij na češkom). Uz to napisao je svoju prvu uspješnu simfoniju: "VII. simfoniju u d-molu op.70".

### Povratak u Češku 1886.
Godine 1886. se Dvořák vratio u Češku i napisao još 8 slavenskih plesova (odzemek, dumka, špacírka, kolo, sousedská i 2 mazurke, a prva mazurka se smatra “simbolom Dvořákove glazbe” ). Uz slavenske plesove skladao je i "Misu u D-duru ".

### Plodno razdoblje 1889. – 1892.
Engleska mu je bila velika inspiracija za svoju novu "VIII. simfoniju u G-duru", koju je nazvao "Engleskom", koju je skladao 1889. godine. Godine 1890. sklada poznati "Requiem op.89", koji se smatra jednim od najboljih napisanih requiema uopće. Godine 1891./1892.  skladao je 3 poznate koncertne uvertire: "U prirodi op.91", "Karneval op.92" i "Othello op.93".

### Veličanstvena djela američkog razdoblja
U rujnu 1892. godine dobio je mjesto dirigenta u "National Conservatory of Music" u New Yorku, za tada ogromnu plaću od 15000 USD godišnje. Ubrzo nakon dolaska u Ameriku, Dvořák je napisao seriju članaka u kojima se osvrće na stanje američke glazbe. Podupirao je koncept da afroamerička glazba i glazba američkih indijanaca postane osnova razvoja američke nacionalne glazbe. 
 Upoznao je Harryja Burleigha, svoga učenika u to vrijeme i jednog od prvih afroameričkih skladatelja. Burleigh je upoznao Dvořáka s tradicionalnom američkom spiritualnom glazbom
. U Americi je napisao poznata djela kao "IX. simfoniju u e-molu "Iz Novog
svijeta op.95" (koja je njegova najpoznatija simfonija).
Ljeto 1893. godine proveo je s obitelji u češkoj zajednici u gradiću Spillville, savezna država Iowa, gdje su živjeli rođaci, a tijekom boravka je skladao Gudački kvartet u F-duru, op. 96 "Američki". Ostala poznatija djela iz SAD-a su "Te Deum" i "Koncert za violončelo i orkestar u h-molu", koje je njegovo posljednje "američko djelo". Vratio se iz SAD-a sa suprugom 27. travnja 1895. godine.

### Povratak u Češku 1895.
Godine 1895. se vratio u Češku i napisao svoje posljednje gudačke kvartete, s kojima je završio svoje instrumentalno djelovanje. Do svoje smrti skladao je samo opere. Godine 1900. skladao je "Rusalku" koja je njegova najljepša opera (u njoj se nalazi i poznata "arija za mjesec").

### Armida: Posljednje djelo Antonína Dvořáka
Godine 1903., a da to on nije znao, završio je skladanje svojeg posljednjeg djela i posljednje opere: "Armide". Tijekom praizvedbe je morao izaći iz kazališta, jer mu je pozlilo. Bilo je utvrđeno da je obolio na jetra. Dana 1. svibnja je umro zbog potresa mozga. 

## Najznačajnija djela
Među njegovim najznačajnijim djelima spadaju 16 slavenskih plesova, "Stabat Mater", oratorij "Sveta Ludmila", devet simfonija (najznačajnije posljednje tri), "Američki gudački kvartet", "Requiem", "Koncert za violončelo u h-molu" i opera "Rusalka".

## Zanimljivosti: Dvořák i Brahms
Jedan od najbližih Dvořákovih kolega skladatelja bio je Johannes Brahms. Dvořák je skladao svoje "Slavenske plesove" u isto vrijeme kada je Brahms pisao svoje "Mađarske plesove". Dan danas se ta djela uspoređuju. Zanimljivo je i da je Brahms svoje plesove prvo skladao za klavir, a Dvořák je posljednje "Mađarske plesove" obradio za orkestar.

## Vanjske poveznice
|  | Zajednički poslužitelj ima stranicu o temi Antonín Dvořák |